# توماس بيج
توماس بيج (28 مايو 1872 بدوفر في المملكة المتحدة - 7 ديسمبر 1953 في المملكة المتحدة) (بالإنجليزية: Thomas Page)‏ هو لاعب كريكت بريطاني (وحمل سابقاً جنسية المملكة المتحدة لبريطانيا العظمى وأيرلندا). لعب مع نادي مقاطعة هامبشاير للكريكت ‏.

## وصلات خارجية
- توماس بيج على موقع إي آس بي آن كريك إنفو (الإنجليزية)